# قلعه آقا حسین
قلعه آقا حسین مربوط به اواخر دوره قاجار است و در شهرستان خواف، ۷۰۰ م شمال‌غربی روستای لاج واقع شده و این اثر با شمارهٔ ثبت ۲۹۰۵۳ به‌عنوان یکی از آثار ملی ایران به ثبت رسیده‌است.